# Minas Hantzidis
Minas Hantzidis (griechisch Μηνάς Χατζίδης, * 4. Juli 1966 in Kettwig, seit 1975 Stadtteil von Essen) ist ein ehemaliger griechischer Fußballspieler, der den größten Teil seiner Laufbahn bei Olympiakos Piräus und in Deutschland verbrachte.

## Karriere
Hantzidis spielte in der Bundesliga für Bayer 04 Leverkusen, mit denen er 1988 den UEFA-Pokal gewann, und den VfL Bochum. Er bestritt insgesamt 27 Bundesliga-Spiele und schoss zwei Tore. Den größten Teil seiner Karriere (1988–1996) spielte Hantzidis beim griechischen Rekordmeister Olympiakos Piräus. In der ersten griechischen Liga bestritt er über 250 Liga-Spiele. Im Jahre 1998 wechselte er von Griechenland zurück nach Deutschland. Er ging zum Wuppertaler SV, wo er bereits in der Jugend gespielt hatte. Dort spielte er eine Saison in der Oberliga. Danach wechselte er in die Regionalliga zur SV Elversberg (59 Spiele, 12 Tore). Im Jahre 2007 beendete er seine Karriere bei der SpVgg Radevormwald.
Heute spielt er immer noch bei der Traditionsmannschaft von Bayer 04 Leverkusen.

## Statistik
- Spiele (Tore) 1. Bundesliga: 27 (2)
- Spiele (Tore) Regionalliga: 59 (12)

## Nationalmannschaft
Für die griechische Nationalmannschaft spielte Hantzidis zehn Mal und erzielte ein Tor. Sein erstes Länderspiel endete am 23. März 1994 in Thessaloniki 0:0 gegen Polen. Er kam bei der Weltmeisterschaft 1994 in den USA zu zwei Einsätzen: Nach einer Auswechslung zur Halbzeit endete das Match im Soldier Field von Chicago am 26. Juni gegen Bulgarien (mit unter anderen Christo Stoitschkow, Krassimir Balakow und Emil Kostadinow) 0:4. Bei dem Einsatz über 90 Minuten vier Tage später im Soldier Field von Boston war Griechenland nach dem 0:2 gegen Nigeria (mit Sunday Oliseh und Jay-Jay Okocha) mit null Punkten und Toren in der Vorrunden-Gruppe D ausgeschieden. Sein letztes Länderspiel bestritt er am 7. September 1994 beim 5:1-Sieg auf den Färöern gegen die Färöische Fußballnationalmannschaft unter Trainer Kostas Polychroniou, der nach der WM Alketas Panagoulias ersetzt hatte.